# Christopher Parkening

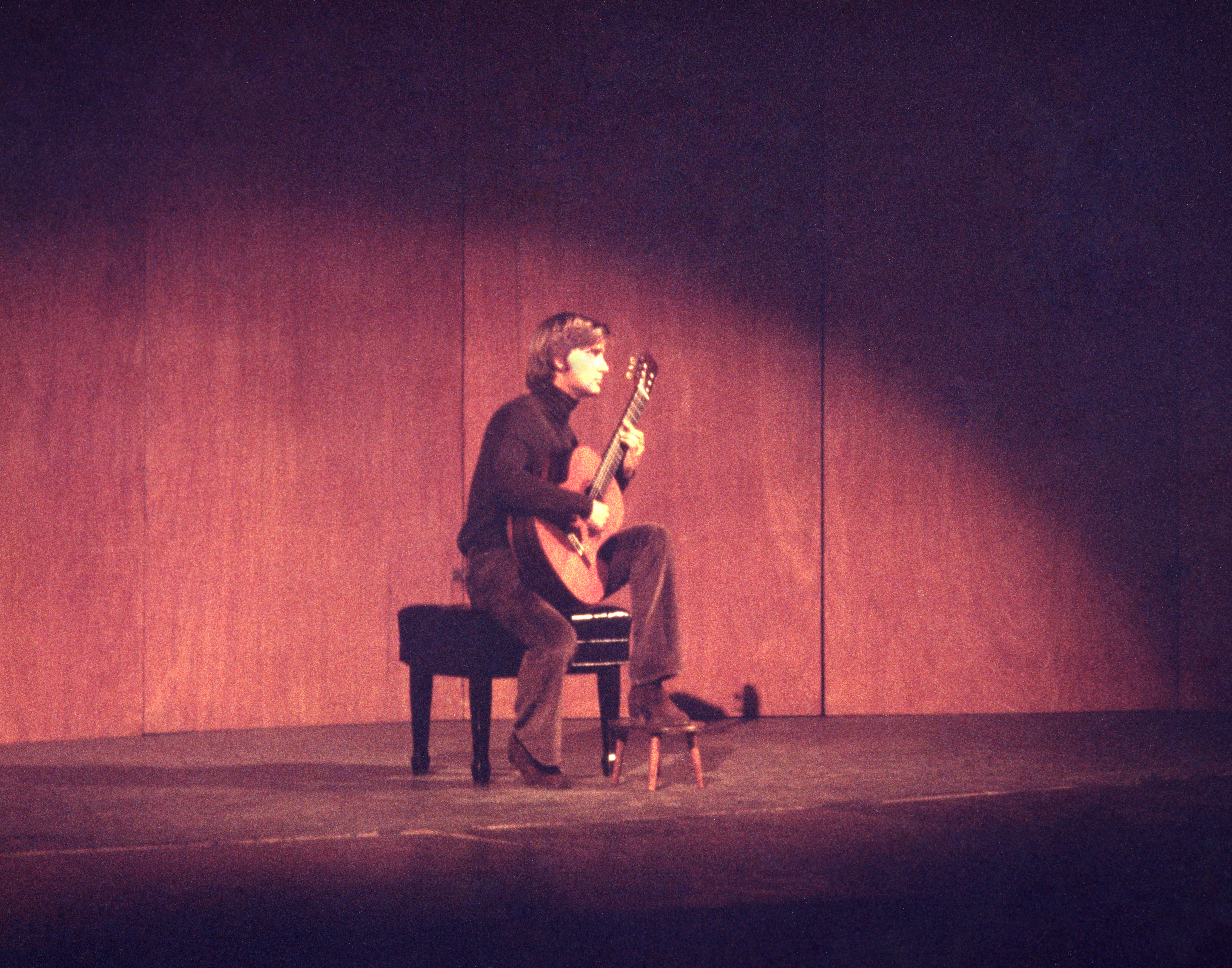
Christopher Parkening, 2010

Christopher Parkening (* 14. Dezember 1947 in Los Angeles) ist ein US-amerikanischer Gitarrist.

## Leben
Parkenings Hang zur Musik gründet sich zu einem guten Teil auf den Einfluss seines Cousins Jack Marshall, der in den 1960er Jahren als Studiomusiker tätig war. Marshall machte den damals elfjährigen Christopher mit den Aufnahmen von Andrés Segovia bekannt und bestärkte den Jungen darin, Unterricht in klassischer Gitarre zu nehmen.
Im Alter von 19 Jahren hatte Parkening bereits mehrere Wettbewerbe gewonnen, einige Aufnahmen eingespielt und Konzertauftritte absolviert.
1998 nahm Parkening zusammen mit dem amerikanischen Erfolgskomponisten John Williams (Star Wars, Schindlers Liste, Harry Potter 1–3) die Filmmusik zu Seite an Seite auf.
Parkening war zweimal für den Grammy Award nominiert. Es existiert eine große Zahl von Aufnahmen Parkenings beim Label Angel / EMI Classics.